# Нитино
Нитино (укр. Нитине) — село на Украине, основано в 1647 году, находится в Емильчинском районе Житомирской области.
Код КОАТУУ — 1821784602. Население по переписи 2001 года составляет 131 человек. Почтовый индекс — 11202. Телефонный код — 4149. Занимает площадь 0,534 км².

## Адрес местного совета
11225, Житомирская область, Емильчинский р-н, с.Подлубы